# Málaga Club de Fútbol (femenino)

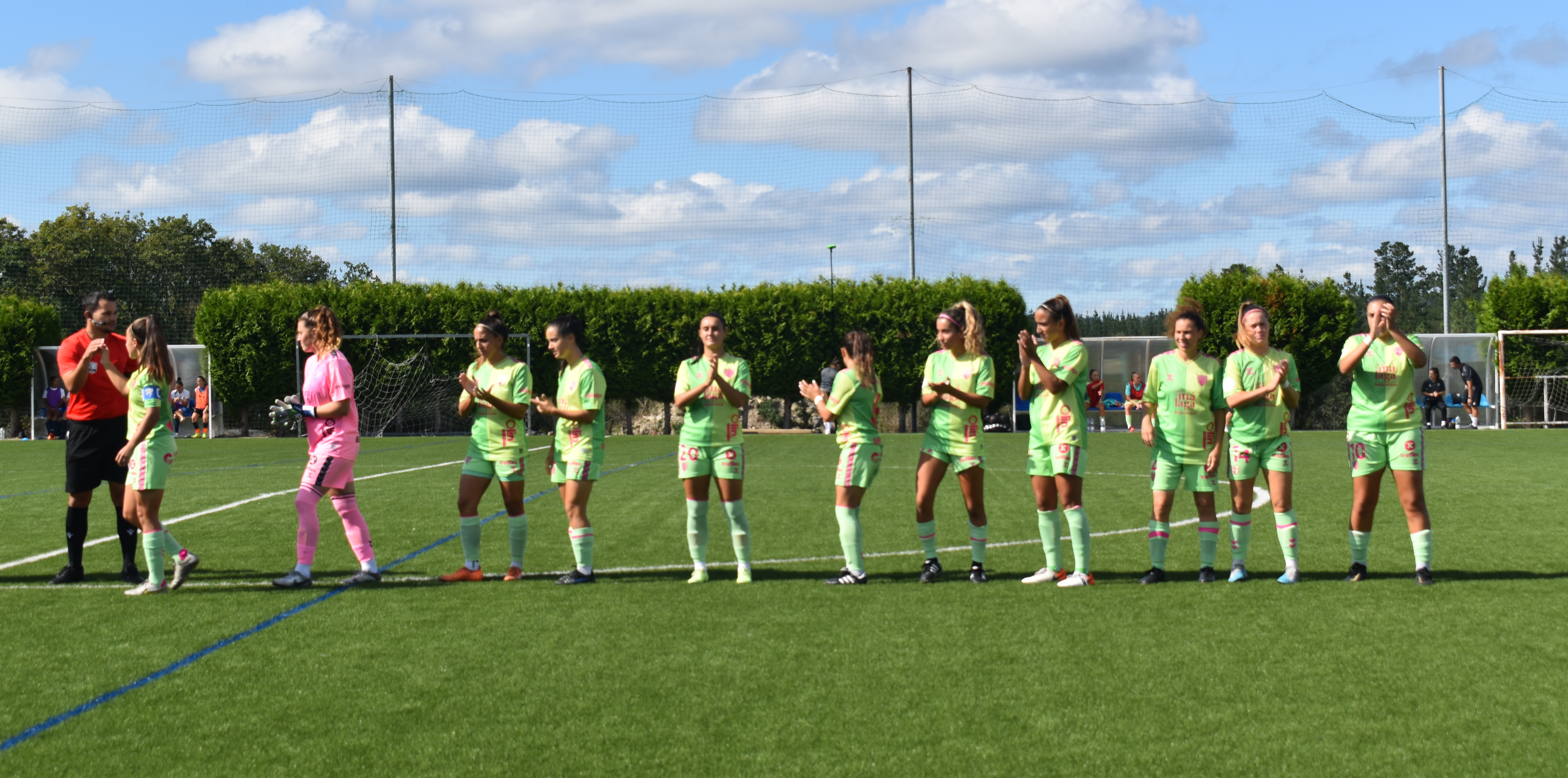
Málaga CF en la Copa de la Reina 2023-24.

El Málaga Club de Fútbol Femenino es un club español de fútbol femenino fundado en 1992 como Club Atlético Málaga en la ciudad andaluza de Málaga. Actualmente milita en la Segunda Federación Femenina tras su ascenso desde la Primera Nacional Femenina en la temporada 2021/22. El club está entrenado por Miguel Aquino Codina y desde 2016 está plenamente integrado en la estructura del Málaga Club de Fútbol SAD, cuyo presidente es José María Muñoz.

## Historia

### Club Atlético Málaga
El Club Atlético Málaga fue el primer equipo de fútbol femenino que se fundó en Andalucía, un 30 de junio de 1991. A lo largo de sus años de historia disputó 15 temporadas en la Primera División Femenina, aportando una decena de futbolistas a la Selección Española.
Su mejor año fue en la histórica campaña 1997/98, cuando el cuadro blanquiazul logró el 'triplete' tras proclamarse campeón de la Primera División Femenina, la Copa de la Reina y la Supercopa de España. Fue el primer equipo de fútbol femenino en conseguirlo. También sumó a su palmarés un subcampeonato de la Copa de la Reina en 1997 y tres ascensos a Primera División Femenina.

### Málaga C.F. Femenino
El 8 de junio de 2016, próximo al 25.º aniversario de su fundación como entidad, se aprobó la absorción por parte del Málaga C.F. -en su Junta General Extraordinaria de Accionistas- del Club Atlético Málaga. Una medida que reafirmó la vinculación y la apuesta del Club de Martiricos por el fútbol femenino con Hamyan Al Thani, CEO de La Academia, al frente como presidenta.
Manuel Hernández Navarrete e Isa Guerrero fueron dos de los grandes pilares en la andadura del club que militó en el Grupo 4 de la Segunda División entre 2012 y 2018. Raúl Iznata, exjugador malaguista, coordinó y entrenó la sección femenina del Málaga C.F. durante la temporada 2016/17.
El técnico Antonio Contreras asumió en la 2017/18 el reto de ascender a la máxima categoría del balompié femenino nacional y, tras imponerse en la liga regular, el 27 de mayo de 2018 el Málaga CF sellaba su ascenso a la Liga Iberdrola en la que compitió durante la temporada 2018/19. Tras una campaña en la élite con resultados adversos, el cuadro blanquiazul no pudo lograr la permanencia certificando su descenso a Segunda División el 5 de mayo de 2019, quedando en la penúltima plaza del campeonato.
Durante la temporada 2019/20, el equipo se mantuvo en la segunda categoría, finalizando con un 5° puesto (en 22 jornadas disputadas) en un campeonato suspendido por la crisis de la COVID-19. Sin embargo los resultados no acompañaron en la temporada 2020/21 y el 16 de mayo de 2021 se consumó el descenso a Primera Nacional, categoría donde también competía el equipo filial malaguista.
La temporada 2021/22 trajo nuevos éxitos deportivos. Tanto el primer equipo como los otros tres equipos de la sección femenina del Club (filial, cadete e infantil) consiguieron el primer puesto en sus respectivos campeonatos de Liga y los correspondientes ascensos de categoría. En la temporada 2022/23, el primer equipo firmó un 9.º puesto en el Grupo Sur de la Segunda Federación Femenina. En esta misma temporada, el equipo filial consiguió el ascenso a la Tercera Federación Femenina, tras vencer al San Fernando en los 'play-offs' pero, dos meses más tarde, el club ha renunciado a dicha plaza conseguida en la categoría superior. Se han aducido motivos económicos derivados de la mala situación del primer equipo masculino, recién descendido a Primera RFEF, y ante la necesidad de privilegiar otras partidas en detrimento de la inversión en la cantera y en el equipo femenino.

## Instalaciones
Su campo habitual de entrenamiento y juego ha sido el de la Ciudad Deportiva El Viso, pero en la temporada 2009-2010 jugaba como local en el Estadio Ciudad de Málaga. Actualmente utiliza el campo José Gallardo de Portada Alta como terreno de juego habitual.

## Uniforme
Su uniforme es igual al de la sección masculina del Málaga CF, de la firma deportiva Hummel.

## Escudo
El escudo original del Club Atlético Málaga guardaba afinidad con el del Málaga Club de Fútbol. Era un escudo aguzado en la punta, en el centro del cual aparecía una cinta con el texto C. ATL. MALAGA. Esta cinta que lo cruzaba de abajo arriba y de derecha a izquierda que dividía al escudo en dos campos: en el campo superior reproduce, de izquierda a derecha, los símbolos del Cenachero, La Farola de Málaga y un sol. Estos son símbolos no oficiales de la ciudad donde está establecido el club. En el cuartel inferior aparecían cinco barras verticales blancas y cuatro azules en referencia a los colores de uniforme titular del equipo y en medio un balón de fútbol.
- Escudo del Club Atlético Málaga

Pese a sus diferentes etapas de independencia, colaboración e integración en el Málaga Club de Fútbol; siempre ha utilizado equipaciones proporcionados por este último, donde figura su escudo. A partir de 2016, con la integración del Club Atlético Málaga a la estructura del Málaga Club de Fútbol y redenominación del mismo como Málaga Club de Fútbol Femenino, el escudo de la entidad pasa a ser a todos los efectos el mismo del Málaga Club de Fútbol.

## Palmarés
| Competición                      | Títulos                                             | Subcampeonatos   |
| -------------------------------- | --------------------------------------------------- | ---------------- |
| Primera División de España (1/0) | 1997-98.                                            |                  |
| Copa de la Reina (1/1)           | 1998.                                               | 1997.            |
| Supercopa de España (1/0)        | 1998.                                               |                  |
| Segunda División de España (3/1) | 2006-07 (Gr. V), 2007-08 (Gr. V), 2017-18 (Gr. IV). | 2003-04 (Gr. V). |